# Acajutla
Acajutla (Nawat: Acaxual) ist eine Hafenstadt an der Pazifikküste im Südwesten von El Salvador. 
1524 besiegten spanische Konquistadoren in der Gegend eine Armee der Pipil, danach wurde Acajutla zu einem wichtigen Hafen für das spanische Kolonialreich.
Acajutla ist der wichtigste Hafen El Salvadors und wickelt einen Großteil seiner Kaffee-, Zucker- und Balsamexporte (ein Baumharz) ab. In der Stadt gibt es auch eine Erdölraffinerie und Düngemittelfabrik. Weitere wichtige Wirtschaftszweige sind die fischverarbeitende Industrie und der Badetourismus.